# Бригадирово
Бригадирово — деревня в Фатежском районе Курской области. Входит в состав Солдатского сельсовета.

## География
Расположена в 17 км к юго-западу от Фатежа на речке Грязная Рудка, притоке Руды. Высота над уровнем моря — 233 м.
Климат
Бригадирово, как и весь район, расположено в поясе умеренно континентального климата с тёплым летом и относительно тёплой зимой (Dfb в классификации Кёппена).
Часовой пояс
Деревня Бригадирово, как и вся Курская область, находится в часовой зоне МСК (московское время). Смещение применяемого времени относительно UTC составляет +3:00.

## История
До 2010 года деревня входила в состав Любимовского сельсовета.

## Население
| 1979 | 1989 | 2002 | 2010 |
| ---- | ---- | ---- | ---- |
| 115  | ↘70  | ↘41  | ↘19  |

## Инфраструктура
Личное подсобное хозяйство. В деревне 28 домов.

## Транспорт
Бригадирово находится в 14 км от автодороги федерального значения М2 «Крым» (Москва — Тула — Орёл — Курск — Белгород — граница с Украиной) как часть европейского маршрута E105, в 15 км от автодороги регионального значения 38К-038 (Фатеж — Дмитриев), в 4 км от автодороги межмуниципального значения 38Н-679 (38К-038 — Солдатское — Шуклино), в 29 км от ближайшего ж/д остановочного пункта 552 км (линия Навля — Льгов I).
В 157 км от аэропорта имени В. Г. Шухова (недалеко от Белгорода).